# Fulvia Colombo
Fulvia Colombo (Milán, 13 de marzo de 1926 - Suno, 25 de septiembre de 2005) fue una locutora y presentadora de televisión italiana. 
Desde estudios de Milán, ella estaba en práctica de la locución, por lo tanto se considera la primera persona que aparece en la televisión nacional italiana. Sus primeros compañeros fueron Olga Zonca y Marisa Borroni en Milán, Nicoletta Orsomando en Roma, Maria Teresa Ruta y Lidia Pasqualini en Turín.

## Biografía
Fulvia Colombo, hija de un alto ejecutivo de la Feria de Milán, comenzó a trabajar en la RAI (aún en desarrollo) desde 1949, presentando los programas experimentales emitidos durante la primera Exposición Internacional de Televisión. 
El suyo es el primer anuncio de las emisiones oficiales de televisión de italianos (3 de enero de 1954), que contó con la presencia de unos pocos, la audiencia privilegiada del tiempo. 
El año pico de su temporada televisiva fue 1958: junto a Gianni Agus para ejecutar el octavo Festival de Sanremo, uno ganado por Domenico Modugno con "Nel blu dipinto di blu". En el mismo año también estuvo al frente del Festival de Nápoles.
También fue ganadora de la Máscara de Plata (1959). En los años noventa, se encontró "muy pobre y sin pensión" y se moviliza a la comunidad de Meina, Lago Maggiore, para conseguir ayuda proporcionada por la Ley Bacchelli.
En una entrevista para el programa 50, Storia della televisione (emitido en 2003) el programa para celebrar el cincuentenario de la televisión italiana en la que vuelve a aparecer en el video, lúcido y sereno, después de los cuarenta años de ausencia.
Ella murió en septiembre de 2005 en un hogar de ancianos donde vivía desde hace años.